# Perzijski ustanak
Perzijski ustanak je naziv za rat između Perzijanaca i Medijaca sredinom 6. stoljeća pr. Kr. Početak ustanka označilo je ujedinjavanje dvaju perzijskih kraljevstva Anšana i Parsumaša, koji su nakon dugogodišnje asirske, odnosno kasnije medijske dominacije proglasili nezavisnost, odnosno odvajanje od Medijskog Carstva. Nakon dvije godine velikih bitaka, Perzija je pobijedila Mediju čime je stvoreno prvo Perzijsko Carstvo.

## Pozadina
Nakon što mu je umro otac 552. pr. Kr., Kir Veliki naslijedio je oca Kambiza I. na mjestu kralja Anšana. Ipak, Kir time nije još postao nezavisni vladar. Kao i njegovi prethodnici, Kir je morao priznati vrhovnu vlast Medije. U doba Astijagove vladavine, Medijsko Carstvo uključivalo je veći dio antičkog Bliskog istoka, od maloazijske Lidije na zapadu do plemena Parta i Perzijanaca na istoku.

## Sukob
Perzija je bila vazalna kraljevina Medijskog Carstva od kraja 7. stoljeća pr. Kr., kada su Medijci u savezu s Babilonijom pokorili Novoasirsko Carstvo te prigrabili njene vazalne teritorije, među kojima je bila i Perzija. Tokom medijske dominacije postojale su dvije perzijske kraljevine Anšan i Parsumaš, no bile su jako povezane u političkom i rodbinskom smislu. Godine 559. pr. Kr. na anšanski (perzijski) tron dolazi Kir II. Veliki, sin Kambiza I. Budući kako je prijenos krune Parsumaša s Arsama (Arijaramnov sin) također prešao na Kira Velikog, on je objedinio dva perzijska kraljevstva pa ga se smatra prvim pravim perzijskim kraljem. Ipak, u početku Kirove vladavine Perzija je i dalje imala vazalni status pod dominacijom moćnog Medijskog Carstva kojim je vladao Astijag. 
Godine 553. pr. Kr. zbog neslaganja s Astijagovom politikom Kambiz I. i Kir Veliki podižu perzijski ustanak protiv medijske dominacije nad Perzijom. Prema Nikolaju iz Damaska, pobunu je započeo Kirov otac Kambiz, dok je 24-godišnji Kir istovremeno boravio kod djeda na kraljevskom dvoru u Ekbatani. Astijag je višestruko odbijao unukove zahtjeve da posjeti roditelje u Perziji, no na nagovor perzijskog podanika Oebara ipak je Kiru dozvolio petomjesečno putovanje na jug. Prema Herodotu, odmah nakon Kirovog puta roditeljima u Perziju medijski general Harpag mu je u utrobi zeca poslao tajnu poruku o planu zavjere za svrgavanjem Astijaga, koju je Kir nosio predati svome ocu Kambizu. Astijaga su navodno prilikom zabave uznemirile riječi jedne pjesme koja je govorila o „divljoj zvijeri s juga koja kreće u rat“, što ga je podsjetilo na Kira. Na nagovor dvorskih savjetnika, odlučio je poslati 300 konjanika za zadatkom da vrate Kira na kraljevski dvor živog ili mrtvog. Medijski konjanici sustižu Kira i predaju mu kraljevu zapovjed kako se mora vratiti u Ekbatanu, na što on prividno pristaje i poziva konjanike na banket. Idućeg jutra Kir je pobjegao i požurio se u do grada Hirbe gdje ga je čekao Oebar s 5.000 perzijskih pješaka koje je Kiru postao otac Kambiz I. U bitci kod Hirbe perzijska vojska predvođena Kirom pobjeđuje medijsku konjicu pri čemu pogiba 250 Medijaca, dok se ostali požuruju informirati Astijaga o događaju. Bitka kod Hirbe bila je prvi veliki udarac Medijcima, te prvi njihov vojni poraz nakon dugo vremena. Također, bitka je nagnala medijskog kralja Astijaga da pokrene veliki vojni pohod protiv Perzijanaca, dok je Kir Veliki istovremeno pokušavao nagovoriti sjeverne satrapije na pobunu, odnosno na savez s Perzijom.
Nakon btike kod Hirbe Kir Veliki povukao se do granice s Medijom, dok je medijski vladar Astijag odlučio napasti Perziju s više od 1.205.000 vojnika. Ipak, od tog golemog broja trupa samo je manji dio sudjelovao u bitkama, dok su Perzijanci koristili sve zaspoložive snage koje su imali. Nakon neuspješnih pregovora, došlo je do glavne bitke. U bitci kod perzijske granice Astijag je predvodio 20.000 svojih osobnih čuvara, dok je nasuprot njemu stajala perzijska vojska s Atradatom na desnom krilu, Oebarom na lijevom, te Kirom na središtu koji je predvodio najhrabrije perzijske ratnike. Perzijanci su se hrabro obranili i pobili mnogo Medijaca, pa je Astijag navodno zaplakao na svom tronu i zavapio: „Kako se hrabro bore ti proždrljivci pistaccija“. Ipak, Perzijanci su bili neusporedivo brojčano nadjačani pa su se povukli u obiližnji utvrđeni grad. Kir i Oebar predložili su evakuaciju žena i djece na jug u Pasargad, te nastavak bitke sljedećeg dana. Idućeg jutra vrata grada su otvorena i svi Perzijanci su krenuli u ofenzivu, dok je Atradat (Kambiz I.) zajedno sa starcima ostao čuvati gradske zidine. Dok su se Kir i Oebar borili na bojištu, Astijag je poslao 100.000 vojnika da ih napadnu s leđa, što je prisililo Perzijance na povlačenje. Kambiz I. je nakon bitke bio teško ranjen pa ubrzo umire, a Astijag ga je dostojno pokopao.
Nakon herojskog otpora u bitci kod perzijske granice, Kir Veliki i Oebar povukli su se u planine kod Pasargada, gdje su blokirali sve uske klance koje vode u Perziju. Sa sobom su poveli i sve perzijske muškarce, žene, djecu i starce. Oebar je odlučio branili prolaze s 10.000 teških pješaka, a postavio je snage i na ceste koje su vodile u Perziju što je trebalo onemogućiti medijsko napredovanje. Istovremeno, medijski kralj Astijag odlučio je pronaći prolaz kroz planine i tako okružiti Perzijance, no to je bilo vrlo teško budući kako je planina visoka, litice strme, a prolazi blokirani velikim kamenim zidovima. Oko 100.000 Astijagovih medijskih vojnika odlučilo se penjati uz strmu planinu i tako iznenaditi Kira i perzijske civile. Medijci su potom okružili uzvisinu, nakon čega su napali prolaze koje su čuvali teško naoružani Perzijanci. Ipak, konfiguracija terena onemogućila je da medijska brojčana prednost dođe do izražaja. Istovremeno, ostatak medijskih trupa probijao se kroz gustu šumu hrastova i divljih maslina, te su nakon mukotrpnog proboja uspjeli dosegnuti perzijsku vojsku. U opsadi pasargadskog brda 10.000 vojnika (Perzijski besmrtnici) predvođenih Kirom i Oebarom uspješno se suprotstavilo deseterostruko većoj medijskoj vojsci, pri čemu je navodno poginulo čak 60.000 medijskih vojnika. Perzijanci su potukli i ostatak medijskih trupa u bitci kod Pasargada, što je označilo kraj Astijagove dominacije carstvom. Nedugo kasnije pada i medijski glavni grad Ekbatana, a Kir Veliki zarobljava Astijaga.

## Bitke
- Bitka kod Hirbe (552. pr. Kr.)
- Bitka kod perzijske granice (551. pr. Kr.)
- Bitka kod pasargadskog brda (550. pr. Kr.)
- Bitka kod Pasargada (550. pr. Kr.)

## Posljedice
Ovaj prevrat uzrokovao je prijenos političke moći s prije dominantnih Medijaca, na drugi iranski narod - Perzijance, koji su sada dominirali nad Medijcima. Kir Veliki velikodušno se ponio prema bivšem medijskom kralju; ostavio ga je na životu i obećao kako će se ponašati kao njegov legitimni nasljednik. Prema Kteziju i Ksenofontu, Kir se oženio Astijagovom kćeri, Amitisom. Ekbatana, dojučerašnji glavni grad Medije, zbog svoje velike strateške važnosti kontroliranja Središnja Središnje Azije postala je glavnim gradom novog, Ahemenidskog Perzijskog Carstva.
Prijenos političke dominacije s Medijaca na Perzijance doveo je do velikog preokreta na Bliskom istoku, jer se Kir Veliki nakon pokoravanja Medijskog carstva morao obračunati sa svojim susjedima i nekadašnjim medijskim saveznicima; moćnim Lidijskim i Babilonskim Carstvom.

## Značaj
Perzijska pobjeda nad Medijcima označava početak dominacije Perzijanaca nad ostalim iranskim narodima idućih 2500 godina; perzijski narod danas čini 51% populacije modernog Irana. 

## Poveznice
- Ahemenidsko Perzijsko Carstvo
- Kambiz I.
- Kir Veliki
- Perzijanci
- Ahemenidska dinastija
- Astijag
- Medijci

### Antička djela
- Nabonidove kronike (babilonski tekstovi)
- Herodot: „Povijesti“ (Ιστορίης Απόδειξη); I, 127
- Ktezije: „Persica“
- Diodor sa Sicilije: „Knjižnica“ (Ιστορικη Βιβλιοθήκη)
- Justin: Epitome of the Philippic History of Pompeius Trogus
- Nikolaj iz Damaska: „Opća povijest“
- Strabon: „Povijest“, XV 3.8

### Moderna djela
- Ilya Gershevitch: The Cambridge History of Iran (drugi svezak); „Medijski i ahemenidski period“, Cambridge University Press, 1985.

## Vanjske poveznice
- George Rawlinson: Sedam slavnih kraljeva antičkog istočnog svijeta (The Seven Great Monarchies of the Ancient Eastern World); 3. od sedam svezaka: Medija
- Kir Veliki - Cyrus the Great: The legacy of Cyrus (enciklopedija Britannica)
- Astijag (enciklopedija Britannica)